# Abu-l-Qàssim Sultan
Abu-l-Qàssim Sultan (Narsapur al Sind, 1562-1629/1630) fou un feudatari beglar del Sind, d'una família lligada als arghúnides de Kandahar i Sind, suposats descendents d'Alí ibn Abi Tàlib; el seu avi va emigrar des de Samarcanda en temps de Shah Hasan Arghun (1521-1560) i va rebre el feu (pargana) de Jaheja, enllaçant per matrimoni amb Raja Versi, del clan rajput dels bhatti governant a [Amarkot], i de l'enllaç va néixer Shah Kasim Khan Zaman, el qual fou el pare d'Abu l-Kasum Sultan.
Aquest va exercir influència política en el regnant de Mirza Djani Beg (1585-1591) el darrer turkhan que va governar el Sind com independent. Quan Abd al-Rahim Khan khan-i khanan va conquerir Sind pels moguls (1591), es va retirar al seu feu de Narsapur.
Es va revoltar el 1600 quan fou nomenat governador del Sind Mirza Ghazi Beg amb seu a Thatta, però amb la mediació del pare es va ajustar la pau. Però Ghazi Beg va violar la paraula donada i va fer presoner a Abu l-Kasum i el va fer empresonar i cegar; es va poder escapar amb ajut d'una corda que li va portar la seva germana Shah Begum (esposa de Mirza Djani Beg) però fou de nou capturat, si bé fou alliberat per intercessió de Khosrow Khan Čarkas i se li va retornar una part del feu de Nasarpur.
Però poc després va fugir a Agra on fou ben rebut per l'emperador Djahangir que li va assignar un mansab; al cap d'uns anys va retornar a Thatta on va viure entre els zamindars (terratinents) i va morir el 1629/1630.
El seu harem tenia unes cent dones.